# Île Boughton
L'île Boughton est une île du Canada dans la province de l'Île-du-Prince-Édouard.

## Géographie
Elle est située en face de Georgetown dans la baie de Boughton dans l'Est de l'Île-du-Prince-Édouard.

## Histoire
Déserte depuis la Seconde Guerre mondiale, c'est aujourd'hui une réserve naturelle. 